# Beuvardes
Beuvardes es una comuna francesa, situada en el departamento de Aisne, de la región de Alta Francia.

## Geografía
Beuvardes está ubicada a 12 km al noreste de Château-Thierry.

## Demografía
| 477 | 458 | 479 | 544 | 642 | 640 | 709 | 729 |
| Para los censos de 1962 a 1999 la población legal corresponde a la población sin duplicidades (Fuente: INSEE [Consultar]) |     |     |     |     |     |     |     |